# Super Mario Bros.: Peach-Hime Kyushutsu Dai Sakusen!
 (avril 2014).
Si vous disposez d'ouvrages ou d'articles de référence ou si vous connaissez des sites web de qualité traitant du thème abordé ici, merci de compléter l'article en donnant les références utiles à sa vérifiabilité et en les liant à la section « Notes et références ».
Super Mario Bros.: Peach-Hime Kyushutsu Dai Sakusen! (スーパーマリオブラザーズ ピーチ姫救出大作戦!, Sūpā Mario Burazāzu.: Pīchi-Hime Kyūshutsu Dai Sakusen!, litt. Super Mario Bros. : La grande mission pour sauver la princesse Peach !), est un film d'animation réalisé par Masami Hata, produit par Masakatsu Suzoki et Tsunemasa Hatano, écrit par Hideo Takayashiki, distribué par Shochiko-Fuji Company VAP (VHS) et autorisé par Nintendo, sorti le 20 juillet 1986. Les studios de production sont Grouper Production, Nippon Television, HoriPro et Holly Planning Production. Le film dure 60 minutes et est basé sur les jeux vidéo Super Mario Bros. et Super Mario Bros.: The Lost Levels. Il existe aussi des produits dérivés du film comme des nouilles, des cartes postales, des livres, des CD musicaux et un manga nommée Mario Kun : Super Mario Bros. : Peach-Hime Kyushutsu Dai Sakusen!

## Histoire
Un soir, le jeune héros Mario joue plusieurs heures à sa Famicom (nom japonais de la Nintendo Entertainment System). Luigi, qui ne parvenant pas à lui faire arrêter, va se coucher. Soudain, Mario, ayant un peu les yeux fatigués par le jeu vidéo, voit dans sa télévision une princesse. Cette dernière cherche à s'évader en combattant certains ennemis et sort alors de la télévision pour éviter le mal, mais ses ennemis finissent tous par sortir en attaquant Mario et la princesse. Elle se présenta comme étant Peach, princesse du Royaume Champignon, et Mario en tomba amoureux. C'est alors que Bowser, roi des Koopas, fit sa première apparition, en combattant Mario qui était effrayé par Bowser mais il est heureusement soutenu par les encouragements de Peach. Malheureusement, Mario échoue et Bowser capture Peach et rentra dans la TV. Énervé par sa défaite contre Bowser et par Luigi qui en revenant se moquait de lui car il parlait de Peach en secouant la télévision, Mario voit un bijou assez étrange et le ramassa.
Le lendemain, Mario et Luigi travaillent dans l'épicerie mais Mario a l'esprit ailleurs. Il n'est pas vraiment préoccupé par son travail, si bien qu'une dame (madame Mille sans fin) lui donne un coup car il s'est trompé dans la commande. Luigi, le trouvant soucieux, voit par ses jumelles le bijou et croyant que c'est "le joyau du pays des Trésors" décrit par un de ses livres, Mario se bat avec Luigi. Il ne veut pas que le bijou soit vendu, même pour une valeur inestimable. C'est alors qu'un chien bleu très étrange (car il parle de temps en temps), se nommant Kibidango, vole le pendentif et les emmène en se laissant suivre chez un Grand Sennin qui leur explique que Bowser va épouser sa fille le vendredi 13 septembre (rappelant la date de sortie de Super Mario Bros. au Japon) et qu'avec trois pouvoirs (le champignon de la vérité, la fleur de l'amour et l'étoile d'invincibilité), ils seront en mesure de le battre. Ils font face à beaucoup d'obstacles (manger des champignons qui ont l'air de changer les humeurs, transporter par une maman Koopa Paratroopa, sentir des fleurs qui sont des plantes Piranha qui veulent les emprisonner et les manger, combattre un Lakitu qui lancent des Hériss et qui modifie le temps, nager sur plusieurs ennemis qui peuvent exploser comme des Cheep-cheep géant ou encore un Bloups qui les poursuit et transporter sur un bateau volant cassé). Ils finissent finalement par tous les trouver à temps. Bowser va se marier avec Peach mais le bateau sur lequel Mario et Luigi avaient pris place heurte et casse une tour du château. Ils arrivèrent pour la délivrer mais Bowser emmena Peach dans un endroit secret pour se marier. Les Kuribo (Goomba qui les poursuivaient) en profitent pour envahir l'endroit de lave et les faisant transporter sur des plates-formes bougeantes. Luigi détruit le château de Bowser en détruisant les canalisations sans le faire exprès alors qu'il cherchait de l'or. Mario, près à le défier, battit Bowser avec les trois pouvoirs.
Sauvée, Peach les remercie et transforme le chien bleu Kibidango en un prince nommé Haru, fiancé avec Peach et prince d'un autre royaume (Royaume Fleur ou Royaume Fleur-Uni). Mario, désespéré et un peu jaloux, laisse Peach et Haru se marier et ils partent contents, avec tout l'or amassé dans les canalisations. À la suite des crédits (où à la fin Mario et Luigi sourient et font un adieu au spectateur en entrant dans un tuyau avec le signe de Grouper), une scène-bonus montre que Bowser travaille désormais avec ses Koopa à l'épicerie et Mlle Mille sans fin contente met fin à l'histoire en diffusant un célèbre Game Over.

## Production
Le film a été produit par la popularité du jeu Super Mario Bros. en 1985. Alors, la société de production Grooper demande l'autorisation à Shigeru Miyamoto (qui deviendra tout simplement le créateur et le responsable de la production) et Takashi Tezuka (qui deviendra le chef design du film) acceptent la proposition. Grooper sortit des cartes postales, un manga, des nouilles, des livres, des musiques. À sa sortie en salles le 20 juillet 1986, ils décident de sortir le film en vidéo-cassettes mais par manque de moyens financier et matériel, ils ne peuvent pas faire beaucoup de copies du film ce qui en a fait un produit très rare. Le film coûte extrêmement cher sur les sites d'enchère japonais. Les produits dérivés étaient aussi rares.

## Fiche technique
Source : Anime News Network

### Créateurs
- Directeur de l'art : Yukio Abe
- Directeur de l'animation : Maya Matsuyama
- Directeur du son : Yasuo Uragami
- Éditeur : Kenichi Takashima
- Animation :
  - Akemi Kobayashi
  - Atsushi Sato
  - Eiji Suzuki
  - Hiroaki Hanawa
  - Jirô Negishi
  - Katsuichi Nakayama
  - Kazuhisa Takeda
  - Kazuyuki Toshida
  - Kiichi Takaoka
  - Kôichi Kadowaki
  - Minoru Yamazawa
  - Ryô Koyama
  - Satoru Kusuda
  - Satoru Yamashita
  - Shingo Komamiya
  - Shunji Kodama
  - Tadashi Mitsueda
  - Takashi Eguchi
  - Tomoko Ogawa
  - Yoshio Kishita

### Studio
- Production des arrières-plans : 
  - Artland
  - Atelier Lascaux
- Photographie :
  - Madhouse
  - Q Production
- Développeur : Imagica
- Animation de fin :
  - Kyoto Animation
  - SSC
  - Studio Elle
  - T Nishimura
- Production de coopération : 
  - Dentsu Inc. (Kyoto Branch)
  - Tōei animation
- Studio d'enregistrement :
  - APU Studio
  - Studio Aoi
- Production Sonore : Audio Planning U

## Musique
Il existe beaucoup de sons rappelant le jeu Super Mario Bros.. Les musiques sont presque toutes composées par Toshiyuki Kimori. Les deux premières sont chantées par Mami Yamase (chanteuse célèbre au Japon pour sa voix "enfantine"). Quant aux effets sonores, ils sont faits par Mitsuru Kashiwara.
- Adieu my love (アヂュウマイラブ, Adyuumairabu?, Adieu mon amour)[7]
- Crystal Ball (水晶玉, Suishoutama?, Boule de cristal)[8] Paroles : Takashi Matsumoto Compositeur : Miyagi Shinichiro Arrangement : Funayama Motoki
- Doki Doki Do-It~Sukisukikurakura Hen (Compilation) (ドキドキはそれを行う！ 〜Sukisukikurakura編〜(コンパイル), Doki Doki Do-it (Sukisuki vertige d'amour Edition?) Chanteur(s) : "futurs garçons" (Mirai Dōji)
- Doki Doki Do-It~Rouleau Gakkou Poule Bishittobashitto Rock'n Roll Gakkou Hen~(School Compilation) (オープニング「ドキ・ドキ Do it! 〜ビシッとバシッと Rock'n Roll 学校編〜」, Ouverture "poule de l'école Rock'n Roll et zappe et Doki Doki-faire! ~ Whack"?)

Paroles - Hayama vérité Chanteur(s) : "futurs garçons" (Mirai Dōji)

## Distribution
Source : Anime News Network

### Voix japonaises
- Mario : Tōru Furuya[9]
- Luigi : Yū Mizushima[10]
- Peach : Mami Yamase[11]
- Bowser : Akiko Wada[12]
- Prince Haru : Masami Kikuchi[13]
- Kibidango : Shigeru Chiba
- Kinopios (Les Toads) : Yuriko Yamamoto et Hiroko Emori
- Sennin Mushroom Hermit : Kōhei Miyauchi[14]
- Jugem (Lakitu) et Mlle Mille sans fin : Junko Hori
- Frères Marto : Keaton Yamada
- Patapata (Paratroopa Koopa) : Reiko Nakano, Hiromi Ōnishi, Chiemi Matsumoto et Maki Itō [15]
- Kuribo (Goomba) : Hiroko Maruyama et Kazue Komiya
- Nokonoko (Koopa Troopa) : Tetsuo Mizutori et Masaharu Satō
- Prêtre Koopa Troopa : Jōji Yanami